# ¡México por siempre!
¡México Por Siempre! is het drieëntwintigste Luis Miguel-album uitgebracht in 2017.

## Het album
De productie is van Luis Miguel

## Tracklist
| Nr. | Titel                   | Duur |
| --- | ----------------------- | ---- |
| 1   | La Fiesta Del Mariachi  | 2:44 |
| 2   | No Me Amenaces          | 2:39 |
| 3   | Llamarada               | 3:35 |
| 4   | El Balajú               | 2:49 |
| 5   | Soy Lo Prohibido        | 3:05 |
| 6   | El Siete Mares          | 2:39 |
| 7   | ¿Por Qué Te Conocí?     | 3:23 |
| 8   | Deja Que Salga La Luna  | 3:23 |
| 9   | Serenata Huasteca       | 3:55 |
| 10  | Que Te Vaya Bonito      | 2:42 |
| 11  | No Discutamos           | 3:22 |
| 12  | Sin Sangre En La Venas  | 2:40 |
| 13  | Que Bonita Es Mi Tierra | 2:53 |
| 14  | Los Días Felices        | 3:49 |